# Krasna (dopływ Czarnej)
Krasna – rzeka, lewy dopływ Czarnej o długości 28,04 km.
Rzeka wypływa w lasach, ok. 10 km na zachód od Suchedniowa i, kierując się na północny zachód, płynie przez niezabudowane tereny, porośnięte głównie lasami. Przepływa przez miejscowości Szałas i Krasną. Niemal na całej długości zachowuje swoje naturalne koryto. Uchodzi do Czarnej w Starej Wsi.
Nad rzeką utworzono rezerwat przyrody Górna Krasna.

## Dolina Krasnej
Bagienna dolina rzeki Krasnej położona jest na południe od Stąporkowa. Jest to jeden z najciekawszych i najlepiej zachowanych podmokłych terenów w Polsce, naturalny i nienaruszony od tysięcy lat. To perła przyrody świętokrzyskiej, nazywana przez przyrodników Biebrzą w miniaturze. 

### Fauna
Ichtiofauna dolnej Krasnej reprezentowana jest przez 12 gatunków ryb, a w tym kilka gatunków charakterystycznych dla wód rzecznych zimnych o bystrym
nurcie. Żyją tutaj: pstrąg potokowy, miętus pospolity, głowacz białopłetwy, a z gatunków chronionych śliz i minóg ukraiński (przedstawiciel gromady kręgoustych).
Potwierdzono także występowanie wielu gatunków rzadkich motyli i ważek. Największym bogactwem doliny są ptaki. Stwierdzono występowanie aż 98
gatunków, a 15 z nich wpisano do rejestru europejskiej czerwonej księgi. Są to gatunki rzadkie, objęte ochroną konwencji prawa europejskiego. Gniazdują tu m.in. orlik krzykliwy, błotniak łąkowy, bąk i kropiatka – ptaki zagrożone wyginięciem, a derkacz uznany został za gatunek zagrożony w skali światowej. Dla bociana czarnego, żurawia, cietrzewia i jarząbka te tereny to jedna z ostatnich bezpiecznych ostoi ptaków. Z ciekawszych ssaków występują: łoś, wydra, ryjówka malutka, orzesznica, co najmniej 8 gatunków nietoperzy, a wśród nich rzadki mroczek pozłocisty. Wśród rozległych bagien, usytuowane są olbrzymie żeremia bobrów. Wyjątkową czystość wody potwierdza obecność raków szlachetnych i gąbek.

### Flora
Podmokły teren porastają cenne i coraz rzadsze rośliny wodne i szuwarowe takie jak: grążel żółty, szalej jadowity, osoka aloesowata, rosiczka długolistna czy zamokrzyca ryżowa. Na bardziej suchym skraju doliny rośnie wawrzynek wilczełyko, goryczka wąskolistna, podkolan biały, modrzewnica zwyczajna, kruszczyk błotny,
pełnik europejski, mieczyk dachówkowaty, storczyk szerokolistny, kruszczyk rdzawoczerwony, pomocnik baldaszkowy, paprotka zwyczajna i kosaciec syberyjski. Na terenie doliny stwierdzono dotychczas 18 gatunków roślin objętych ochroną gatunkową.